# Andrew Sega

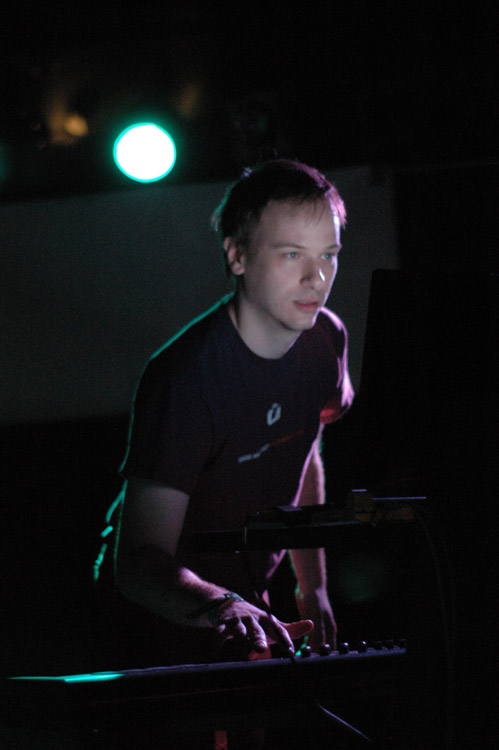
Andrew "Necros" Sega

Andrew Gregory Sega (ur. 20 maja 1975, znany także jako Necros) – muzyk znany z tworzenia modułów muzycznych w latach 90. XX wieku.
Sega zaczął pisać utwory w roku 1992 dla zespołu Psychic Monks. Przez lata 90. tworzył muzykę dla różnych grup i dyski takie jak Epidemic (1994). Sega później pomógł legendarnemu zespołowi Five Musicians. 
Później w jego karierze rozpoczął się okres tworzenia muzyki dla gier – poczynając na takich jak In Pursuit of Greed oraz Iron Seed, a następnie Crusader. Sega stał się członkiem firmy Straylight Productions, gdzie stworzył muzykę do słynnych strzelanin Unreal i Unreal Tournament.